# Palpolinnaemyia perorbitalis
Palpolinnaemyia perorbitalis là một loài ruồi trong họ Tachinidae.